# Zephyranthes lagesiana
Zephyranthes lagesiana är en amaryllisväxtart som beskrevs av Pierfelice Ravenna. Zephyranthes lagesiana ingår i släktet Zephyranthes och familjen amaryllisväxter. Inga underarter finns listade i Catalogue of Life.